# Iakoba Italeli
|  | Dieser Artikel wurde auf den Seiten der Qualitätssicherung des Projektes Politiker eingetragen. Hilf mit, ihn zu verbessern, und beteilige dich an der Diskussion! |

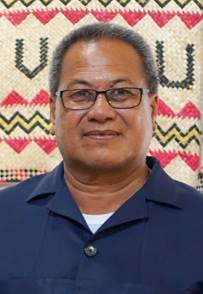
Iakoba Italeli (2015)

Sir Iakoba Taeia Italeli GCMG ist ein tuvaluischer Politiker. Von April 2010 bis August 2019 war er Generalgouverneur von Tuvalu. Davor war Italeli von 2006 bis 2010 Minister für Erziehung, Sport und Gesundheit in der Regierung von Apisai Ielemia. Er war weiterhin von Juli 2014 bis Juni 2015 Kanzler der University of the South Pacific.

## Leben
Italeli absolvierte 2001 das International Maritime Law Institute an der Universität Malta, den Master of Laws erhielt er für The Legal Aspects of Sea Level Rise on Maritime Boundaries Pertaining to Low-Lying Coastal and Island States: An Island Perspective. Er war von 2002 bis 2006 amtierender Generalstaatsanwalt (Attorney General). Italeli kandidierte 2006 zum ersten Mal für ein öffentliches Amt bei den allgemeinen Wahlen in Tuvalu. Er gewann die Wahl und wurde der Vertreter des Nui-Distrikts im Parlament von Tuvalu, eine Position, die er vier Jahre innehatte. Er diente auch als Minister für Bildung, Sport und Gesundheit in der Regierung des Premierministers Apisai Ielemia. Er blieb Minister, bis er 2010 zum Generalgouverneur ernannt wurde.
Am 16. April 2010 wurde Italeli von Elisabeth II., Königin von Tuvalu, zum Generalgouverneur von Tuvalu ernannt. Dieses Amt hatte er bis zum 22. August 2019 inne, sein Nachfolger wurde Teniku Talesi. Am 21. Juni 2010 wurde er als Ritter vom Großkreuz in den Order of St Michael and St George (GCMG) berufen.
2013 kam es in Tuvalu zu einer Regierungskrise, in deren Verlauf auch Italelis Amt gefährdet war. Nach dem Tod des damaligen Finanzministers Lotoala Metia verlor die Regierung ihre Mehrheit im Parlament und der amtierende Premierminister Willy Telavi wurde von Enele Sopoaga abgelöst. Telavi, der noch um sein Amt kämpfte, wollte Italeli als Generalgouverneur ersetzen und erklärte Elisabeth II. in ihrer Funktion als Königin von Tuvalu dessen Entlassung. Da die Entlassung nicht anerkannt wurde, verblieb Italeli in seinem Amt.
Im Oktober 2020 wurde er Friend of Peace des International Tree of Peace Projektes.